# 戸川安廣
戸川 安廣（とがわ やすひろ、承応3年（1654年） - 宝永6年9月21日（1709年10月23日）は、江戸時代前期から中期の幕臣（旗本）・知行3000石。官位は従五位下・備前守、のち日向守。通称は大九郎、のち主膳、平右衛門など。

## 経歴
戸川安利の子として生まれる。妻は小出尹貞の娘。子に戸川安勝。
寛文4年（1664年）12月、弟・安村に知行地（3300石）のうち東庄村（岡山県倉敷市）の一部300石を分知する。
安廣も父と同じく新田開発に力を入れた。延宝4年（1676年）父が開発させて失敗した高沼新田（寛文4年（1664年））の再開発を戸川重明と共同で行った。また、宝永4年（1707年）にも戸川安貞と共同で早沖新田・帯沖新田（倉敷市茶屋町）の開発に着手した。
江戸幕府では、書院番・目付・西の丸留守居役・勘定奉行を歴任した。
宝永6年（1709年）9月21日没。跡目は弟の安村が継いだ。